# Periscelis annulipes
Periscelis annulipes is een vliegensoort uit de familie van de Periscelididae. De wetenschappelijke naam van de soort is voor het eerst geldig gepubliceerd in 1858 door Loew.